# NGC 3929
NGC 3929 é uma galáxia elíptica (E) localizada na direcção da constelação de Leo. Possui uma declinação de +21° 00' 12" e uma ascensão recta de 11 horas, 51 minutos e 42,5 segundos.
A galáxia NGC 3929 foi descoberta em 4 de Dezembro de 1861 por Heinrich Louis d'Arrest.